# My Indo Airlines

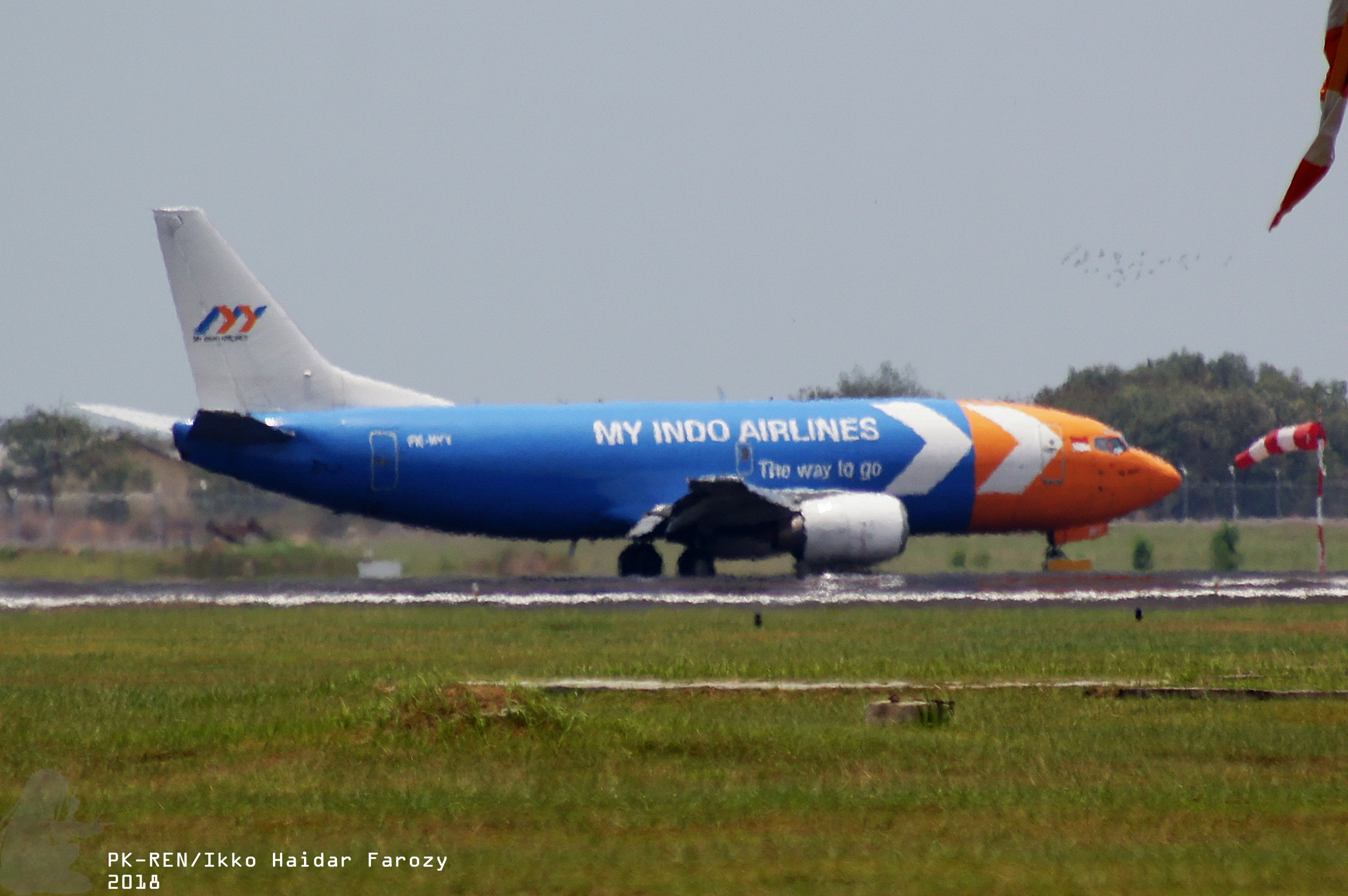
Eine My Indo Airlines Boeing 737-300 auf dem Flughafen Semarang, Semarang, Indonesien, im Jahr 2015

My Indo Airlines ist eine indonesische Frachtfluggesellschaft mit Sitz am Internationalen Flughafen Soekarno-Hatta.

## Geschichte
Die Fluggesellschaft wurde 2014 gegründet. Die erste Strecke, die die Fluggesellschaft nach der Gründung bediente, war Jakarta nach Singapur. Aufgrund der Sicherheitsprobleme der indonesischen Luftfahrtindustrie ist My Indo Airlines eine von 59 Fluggesellschaften, denen der Betrieb im europäischen Luftraum untersagt ist.

## Flugziele
My Indo Airlines bedient Ziele auf den Philippinen, in Singapur, Thailand sowie nationale Strecken in Indonesien von der Basis am Flughafen Soekarno-Hatta aus.

## Flotte
Mit Stand Juni 2023 besteht die Flotte der My Indo Airlines aus 8 Flugzeugen mit einem Durchschnittsalter von 30,7 Jahren:
| Flugzeugtyp    | Anzahl | bestellt | Anmerkungen  | Durchschnittsalter (Juni 2023) |
| -------------- | ------ | -------- | ------------ | ------------------------------ |
| Boeing 737-200 | 1      |          |              | 48,2 Jahre                     |
| Boeing 737-300 | 4      |          |              | 29,1 Jahre                     |
| Boeing 737-400 | 2      |          | eine inaktiv | 31,8 Jahre                     |
| Boeing 737-800 | 1      |          |              | 16,9 Jahre                     |
| Gesamt         | 8      |          |              | 30,7 Jahre                     |